# Hippocampus alatus
Hippocampus alatus är en fiskart som beskrevs av Kuiter 200. Hippocampus alatus ingår i släktet sjöhästar och familjen kantnålsfiskar. IUCN kategoriserar arten globalt som otillräckligt studerad. Inga underarter finns listade i Catalogue of Life.